# 遠藤淳志
遠藤 淳志（えんどう あつし、1999年4月8日 - ）は、茨城県土浦市出身のプロ野球選手（投手）。右投右打。広島東洋カープ所属。

## 経歴

### プロ入り前
小学1年生から斗利出ベアーズ（当時）で野球を始め、4年生から投手として活躍。
土浦市立新治中学校を経て、霞ケ浦高校に入学。1年の夏にはチームが甲子園出場を果たしたものの、ベンチ入りできず、1年秋から念願のベンチ入りを果たした。2年の秋からエースとして活躍が期待されたが、夏休み中に右手の甲を縫うけがを負ったため調整が遅れて登板できなかった。しかしオフシーズンに練習を重ね3年春の関東大会にはベスト8の原動力となって注目を集め、第99回全国高等学校野球選手権大会・茨城大会2回戦では日米8球団20人のスカウトが視線を送る中、自身の最速に2キロ迫る140キロを計測。同大会決勝戦では先発として200球を超える力投をするものの、チームは延長15回の末土浦日大高校に敗戦し甲子園出場を逃す。高校では2学年上に綾部翔がいる。
2017年のNPBドラフト会議で広島東洋カープから5巡目で指名を受け、11月10日茨城県土浦市内で仮契約を結んだ。契約金は3000万円で年俸480万円（いずれも推定）。ドラフト会議で指名を受けた同校出身の選手は、2015年の綾部翔（DeNA）、2016年の根本薫（オリックス）に続き3年連続。この年は茨城県内で遠藤を含め4人の高校球児がプロ野球志望届を出したが、ドラフト会議でプロ野球球団に指名された県内の高校球児は遠藤のみだった。背番号は66。

### プロ入り後

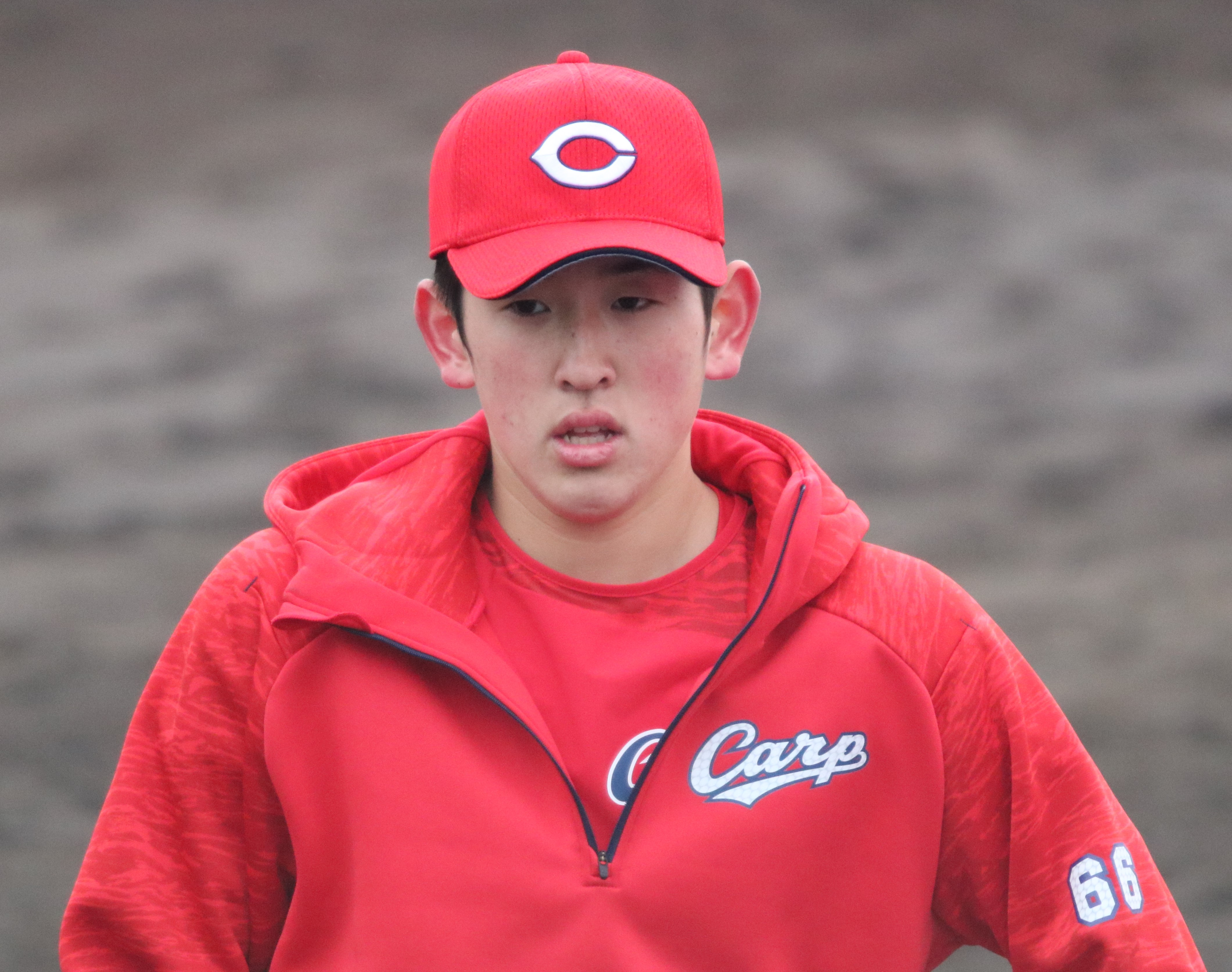
2018年2月8日 東光寺球場での春季キャンプにて

2018年は、ウエスタン・リーグ公式戦4試合に登板した。
2019年は、6月7日に一軍に初登録され、同日の対福岡ソフトバンクホークス戦（MAZDA Zoom-Zoom スタジアム広島）でプロ初登板を果たし1回を無安打無失点に抑えた。その後は中継ぎとして一軍に帯同し8月21日の対東京ヤクルトスワローズ戦（マツダスタジアム）でプロ初勝利を挙げると、同24日の対中日ドラゴンズ戦（ナゴヤドーム）では1点リードの10回に登板し、三者凡退に抑えプロ初セーブを挙げた。20歳4か月での達成は今村猛を抜き球団最年少記録となった。シーズン終盤には一岡竜司、中﨑翔太の離脱を受けセットアッパーに昇格し、最終的に34試合の登板で6ホールドを記録した。
2020年は、新型コロナウイルス流行の影響で開幕が6月に遅れる中、先発ローテーションを勝ち取り、6月25日の対巨人戦（東京ドーム）にプロ初先発、5回6安打3失点で勝ち負けは付かなかった。7月12日の対中日戦（ナゴヤドーム）では6回を5安打1失点でまとめ、プロ先発初勝利を掴んだ。8月2日の対巨人戦（東京ドーム）で9回5安打2失点でプロ初完投勝利、シーズン終盤の11月4日対巨人戦（マツダ）にて9回4安打1失点で再び完投勝利した。1年を通してローテーションを守り、19登板（19先発2完投）5勝6敗、防御率3.87の成績を収めた。オフの12月1日に、1000万円増の推定年俸2400万円で契約更改。
2021年は開幕一軍を逃すも4月16日に一軍登録、先発で2登板するも勝ち負けは付かず、4月23日に一軍抹消。その後一軍戦に登板することなく、最終的に2登板（2先発）0勝0敗、防御率6.75の成績であった。オフの11月16日に、400万円減の推定年俸2000万円で契約更改。
2022年は、開幕ローテーション6番手を小林樹斗と争い、最終的にローテーションを勝ち取ると、4月10日の対阪神戦（甲子園）で7回2／3を5安打無失点に抑え2年ぶりの勝利投手となり、5月8日の対DeNA戦（マツダ）にて8回7安打3失点の内容で、同じく2年ぶりに本拠地勝利投手となった。その後ローテーションを守るも6月30日に新型コロナウイルスの陽性判定を受け離脱、復帰後は投球が安定せず苦戦したが9月3日の対DeNA戦で101日ぶりに勝利投手となり、最終的に20登板（17先発）4勝7敗、防御率3.59でシーズンを終え、投球数に対し与四球が大幅に減少した。この年は、先発登板間隔が開いた時期に中継ぎ待機することもあった。11月8日、700万円増の推定年俸2600万円で契約更新。
2023年は、開幕前のウエスタン春季教育リーグで好投し、視察した新井貴浩新監督から高評価を受け、開幕ローテーション入りを果たした。シーズン初登板かつ雨天の影響で自身初のスライド登板となった4月6日の対阪神戦（マツダ）では5回0/3を3安打無失点に抑えると、雨脚が強まった6回表に降雨コールドゲームが告げられ、自身のシーズン初勝利と、新井監督の初勝利を飾った。以降ローテーション登板を続けるも勝利が遠く（5試合1勝4敗、防御率4.94）、5月6日に一軍登録抹消。その後も昇格と降格を繰り返し、好投を見せた試合もあったものの最終的には4月の1勝に留まった。シーズン通算8登板（8先発）1勝5敗、防御率4.39。11月15日に100万円減の推定年俸2500万円で契約更改。
2024年は一軍春季キャンプ（一次）に参加も開幕二軍スタート。6月13日に一軍昇格し、同月16日の対東北楽天イーグルス戦（楽天モバイル）でシーズン初登板。2回を被安打1、無失点に抑える好投を見せたが、その後登板機会が無く同月24日に一軍登録抹消。9月13日、一軍リリーフ陣のテイラー・ハーンの一時帰国に伴う補充で、一軍再昇格。再昇格日に登板した対阪神戦（甲子園）では1回無失点、同月16日の対DeNA戦（マツダ）では1回2失点の内容を残し、同月19日に一軍登録抹消、3登板（4投球回）防御率4.50でシーズンを終えた。私生活では3月13日に、結婚を発表。
2025年8月3日の対中日戦（マツダ）で先発登板すると、6回を投げ、被安打2、4奪三振、1失点の内容で、850日ぶりの勝利を挙げた。決勝本塁打を打った末包昇大とともにお立ち台に上がったが、球場の音響機器のトラブルのためヒーローインタビューが中止になり、お立ち台での写真撮影のみになる不運に見舞われた。

## プレースタイル・人物
身長184cmの長身から繰り出される角度のある直球と縦に割れるカーブが持ち味。他にスライダー、フォークを操り、プロ入りが決まった2017年11月からは高校時代の先輩である綾部翔に影響を受けてチェンジアップの習得に励んでいる。
1年目の春季キャンプでは初のブルペンを見た当時二軍投手コーチだった佐々岡真司からは「腕のしなりが良い。俺たちの世代で言えば伊藤智仁くらいに見えた」との評価を受けた。
担当スカウトの尾形佳紀は「球持ちが良くて体のバランスがよい。体格が大きくなれば、もっと速い球を投げられる」と潜在能力を高く評価している。プロ入り後の直球最速は147km/hであり、プロ入り前から5km/h上がった。
愛称は「バブちゃん」。
憧れの選手は球団OBの黒田博樹。「5年後、10年後はカープを代表する投手に、最終的には日本のエースになれるように土台を積んでいきたい」と語る。

## 詳細情報

### 年度別投手成績
| 年 度     | 球 団     | 登 板 | 先 発 | 完 投 | 完 封 | 無 四 球 | 勝 利 | 敗 戦 | セ 丨 ブ | ホ 丨 ル ド | 勝 率 | 打 者 | 投 球 回 | 被 安 打 | 被 本 塁 打 | 与 四 球 | 敬 遠 | 与 死 球 | 奪 三 振 | 暴 投 | ボ 丨 ク | 失 点 | 自 責 点 | 防 御 率 | W H I P |
| --------- | --------- | ----- | ----- | ----- | ----- | -------- | ----- | ----- | -------- | ----------- | ----- | ----- | -------- | -------- | ----------- | -------- | ----- | -------- | -------- | ----- | -------- | ----- | -------- | -------- | ------- |
| 2019      | 広島      | 34    | 0     | 0     | 0     | 0        | 1     | 1     | 1        | 6           | .500  | 188   | 42.2     | 36       | 1           | 25       | 1     | 1        | 38       | 3     | 1        | 19    | 15       | 3.16     | 1.43    |
| 2020      | 広島      | 19    | 19    | 2     | 0     | 1        | 5     | 6     | 0        | 0           | .455  | 464   | 107.0    | 90       | 13          | 52       | 2     | 4        | 97       | 2     | 1        | 53    | 46       | 3.87     | 1.33    |
| 2021      | 広島      | 2     | 2     | 0     | 0     | 0        | 0     | 0     | 0        | 0           | ----  | 36    | 6.2      | 9        | 2           | 6        | 0     | 1        | 11       | 0     | 0        | 6     | 5        | 6.75     | 2.25    |
| 2022      | 広島      | 20    | 17    | 0     | 0     | 0        | 4     | 7     | 0        | 0           | .364  | 434   | 105.1    | 104      | 17          | 18       | 1     | 3        | 78       | 0     | 0        | 47    | 42       | 3.59     | 1.16    |
| 2023      | 広島      | 8     | 8     | 1     | 1     | 0        | 1     | 5     | 0        | 0           | .167  | 174   | 41.0     | 36       | 7           | 15       | 0     | 2        | 22       | 0     | 0        | 20    | 20       | 4.39     | 1.24    |
| 2024      | 広島      | 3     | 0     | 0     | 0     | 0        | 0     | 0     | 0        | 0           | ----  | 17    | 4.0      | 5        | 0           | 3        | 0     | 0        | 0        | 0     | 0        | 2     | 2        | 4.50     | 2.00    |
| 通算：6年 | 通算：6年 | 86    | 46    | 3     | 1     | 1        | 11    | 19    | 1        | 6           | .367  | 1313  | 306.2    | 280      | 40          | 119      | 4     | 11       | 246      | 5     | 2        | 147   | 130      | 3.82     | 1.30    |

- 2024年度シーズン終了時
- 各年度の太字はリーグ最高

### 年度別守備成績
| 年 度 | 球 団 | 投手  | 投手  | 投手  | 投手  | 投手  | 投手     |
| 年 度 | 球 団 | 試 合 | 刺 殺 | 補 殺 | 失 策 | 併 殺 | 守 備 率 |
| ----- | ----- | ----- | ----- | ----- | ----- | ----- | -------- |
| 2019  | 広島  | 34    | 1     | 5     | 0     | 0     | 1.000    |
| 2020  | 広島  | 19    | 4     | 13    | 0     | 0     | 1.000    |
| 2021  | 広島  | 2     | 0     | 0     | 1     | 0     | .000     |
| 2022  | 広島  | 20    | 8     | 11    | 1     | 1     | .950     |
| 2023  | 広島  | 8     | 3     | 2     | 0     | 0     | 1.000    |
| 2024  | 広島  | 3     | 0     | 0     | 0     | 0     | ----     |
| 通算  | 通算  | 86    | 16    | 31    | 2     | 1     | .959     |

- 2024年度シーズン終了時

### 記録
初記録
投手記録
- 初登板：2019年6月7日、対福岡ソフトバンクホークス1回戦（MAZDA Zoom-Zoom スタジアム広島）、7回表に3番手で救援登板、1回無失点
- 初奪三振：同上、7回表に真砂勇介から空振り三振
- 初ホールド：2019年7月25日、対中日ドラゴンズ17回戦(MAZDA Zoom-Zoom スタジアム広島)、7回表に2番手で救援登板、1回無失点
- 初勝利：2019年8月21日、対東京ヤクルトスワローズ19回戦（MAZDA Zoom-Zoom スタジアム広島）、8回表に5番手で救援登板、1回無失点
- 初セーブ：2019年8月24日、対中日ドラゴンズ19回戦（ナゴヤドーム）、10回裏に5番手で救援登板・完了、1回無失点
- 初先発登板：2020年6月25日、対読売ジャイアンツ3回戦（東京ドーム）、5回3失点
- 初先発勝利：2020年7月12日、対中日ドラゴンズ6回戦（ナゴヤドーム）、6回1失点9奪三振
- 初完投勝利：2020年8月2日、対読売ジャイアンツ9回戦（東京ドーム）、9回2失点
- 初完封勝利：2023年4月6日、対阪神タイガース2回戦（MAZDA Zoom-Zoom スタジアム広島）、5回 被安打3 4四球 3奪三振 無失点  ※6回無死降雨コールド[40]

打撃記録
- 初打席：2019年7月9日、対中日ドラゴンズ13回戦（ナゴヤドーム）、4回表に清水達也から空振り三振
- 初安打：2020年6月25日、対読売ジャイアンツ3回戦（東京ドーム）、5回表に桜井俊貴から三塁前内野安打
- 初打点：2020年8月2日、対読売ジャイアンツ9回戦（東京ドーム）、3回表に大江竜聖から中前2点適時打

### 背番号
- 66（2018年 - ）